# 卡維亞納島
卡維亞納島是巴西的島嶼，位於亞馬遜河三角洲馬拉若島北面，由帕拉州負責管轄，面積約5,000平方公里，該島是觀賞河口高潮（pororoca）的理想地點。

## 外部連結
- Worldwildlife.org Terrestrial Ecoregions: （页面存档备份，存于） marajó várzea

0°10′N 50°00′W / 0.167°N 50.000°W